# 카일 차머스
카일 차머스 OAM(영어: Kyle Chalmers OAM, 1998년 6월 25일~)는 오스트레일리아의 수영 선수로 주 종목은 자유형이다. 18세의 나이로 2016년 하계 올림픽에서 남자 자유형 100m 금메달을 획득했으며 2020년과 2024년 하계 올림픽에서 남자 자유형 100m 은메달을 획득했다.